# MG (éditeur de texte)
 (novembre 2020).
Si vous disposez d'ouvrages ou d'articles de référence ou si vous connaissez des sites web de qualité traitant du thème abordé ici, merci de compléter l'article en donnant les références utiles à sa vérifiabilité et en les liant à la section « Notes et références ».
MG est un éditeur de texte de la famille Emacs et distribué par défaut par OpenBSD.
MG s'appelait initialement MicroGnuEmacs, mais l'appellation fut abandonnée à la demande de Richard Stallman.
Les premiers développements de MG reposent sur une version originale de MicroEMACS développée par Dave Conroy, l'objectif étant de maintenir une compatibilité avec GNU Emacs. La première version a été réalisée le 16 novembre 1986. MG a par la suite été porté vers GNU/Linux le 26 janvier 1992, puis vers OpenBSD pour la première fois le 25 février 2000.